# Harlem Globetrotters
Harlem Globetrotters – amerykańska drużyna koszykarska łącząca elementy sportu i rozrywki. Założona w 1926 w Chicago przez Abe'a Sapersteina, który w 1929 nadał jej nazwę nowojorskiej dzielnicy Harlem ze względu na skojarzenia ze społecznością afroamerykańską (w latach 1926–27 drużyna występowała pod nazwą Chicago Globetrotters, a w latach 1928–29 New York Harlem Globetrotters).
Barwami drużyny są niebieski, czerwony i biały. Hymnem drużyny jest „gwizdana” wersja piosenki Sweet Georgia Brown. Maskotką drużyny jest Globie, który wraz ze swoimi przyjaciółmi Big G, Little G i Mini G bawi publiczność na meczach zespołu.

## Historia
Pierwotnie koszykarze z dzielnicy Harlem nazywali się Savoy Big Five. Założycielami byli William Watson i Tommy Brookins. W pierwszym składzie występowali:
- Big Jack Mann (Art Imigs, NY Rens)
- Big Dave DeJernett (pierwszy Afroamerykanin, który poprowadził jakąkolwiek drużynę koszykarską do zwycięstwa w turnieju)
- Al Johnson (Rens)
- Jackie Bethards (Rens, Phila Giants)
- John Yancey (Giants)
- Zack Clayton (Rens)
- Agis Bray
- Roosie Hudson (NBL StudeBakers)
- Hillary Brown (StudeBakers)
- Fats Jenkins (NY Rens)
- BrickTop Wright (Rens)

Przez lata w zespole występowały gwiazdy NBA: Wilt Chamberlain, Connie „The Hawk” Hawkins, Nat „Sweetwater” Clifton, Marques Haynes, Meadow „Meadowlark” Lemon, Jerome James, Reece „Goose” Tatum i Hubert „Geese” Ausbie.
Jubileuszowym wydarzeniem związanym z Harlem Globetrotters był mecz, który odbył się 12 stycznia 1998 w hali Tri-County High School, był to 20-tysięczny mecz „czarodziei”. Przeciwnikiem w tej potyczce byli koszykarze New York Nationals. Wynik końcowy to 85–62. Po tym meczu koszykarze prowadzeni przez Manniego Jacksona mogli pochwalić się bilansem – 19 668 zwycięstw i 332 porażki od 1926.

## Honorowi członkowie drużyny Harlem Globetrotters
Poniższych dziewięć osób zostało oficjalnie nominowanych na honorowych członków zespołu:
- Henry Kissinger (1976)
- Bob Hope (1977)
- Kareem Abdul-Jabbar (1989)
- Whoopi Goldberg (1990)
- Nelson Mandela (1996)
- Jackie Joyner-Kersee (1999)
- Jan Paweł II (2000)
- Jesse Jackson (2001)
- Franciszek (2015)

## Zastrzeżone numery
| Nr | Zawodnik               | Okres gry        | Data zastrzeżenia |
| -- | ---------------------- | ---------------- | ----------------- |
| 3  | Red Klotz              | brak a           | 13 marca 2011     |
| 13 | Wilt Chamberlain       | 1958–59          | 9 marca 2000      |
| 20 | Marques Haynes         | 1947–53, 1972–79 | 5 stycznia 2001   |
| 22 | Fred „Curly” Neal      | 1963–85          | 15 lutego 2008    |
| 34 | Charles „Tex” Harrison | 1954–72          | 26 grudnia 2017   |
| 36 | Meadowlark Lemon       | 1954–79, 1993    | 5 stycznia 2001   |
| 35 | Hubert „Geese” Ausbie  | 1961–85          | 31 stycznia 2017  |
| 50 | Goose Tatum            | 1941–43, 1945–55 | 8 lutego 2002     |

Adnotacje:

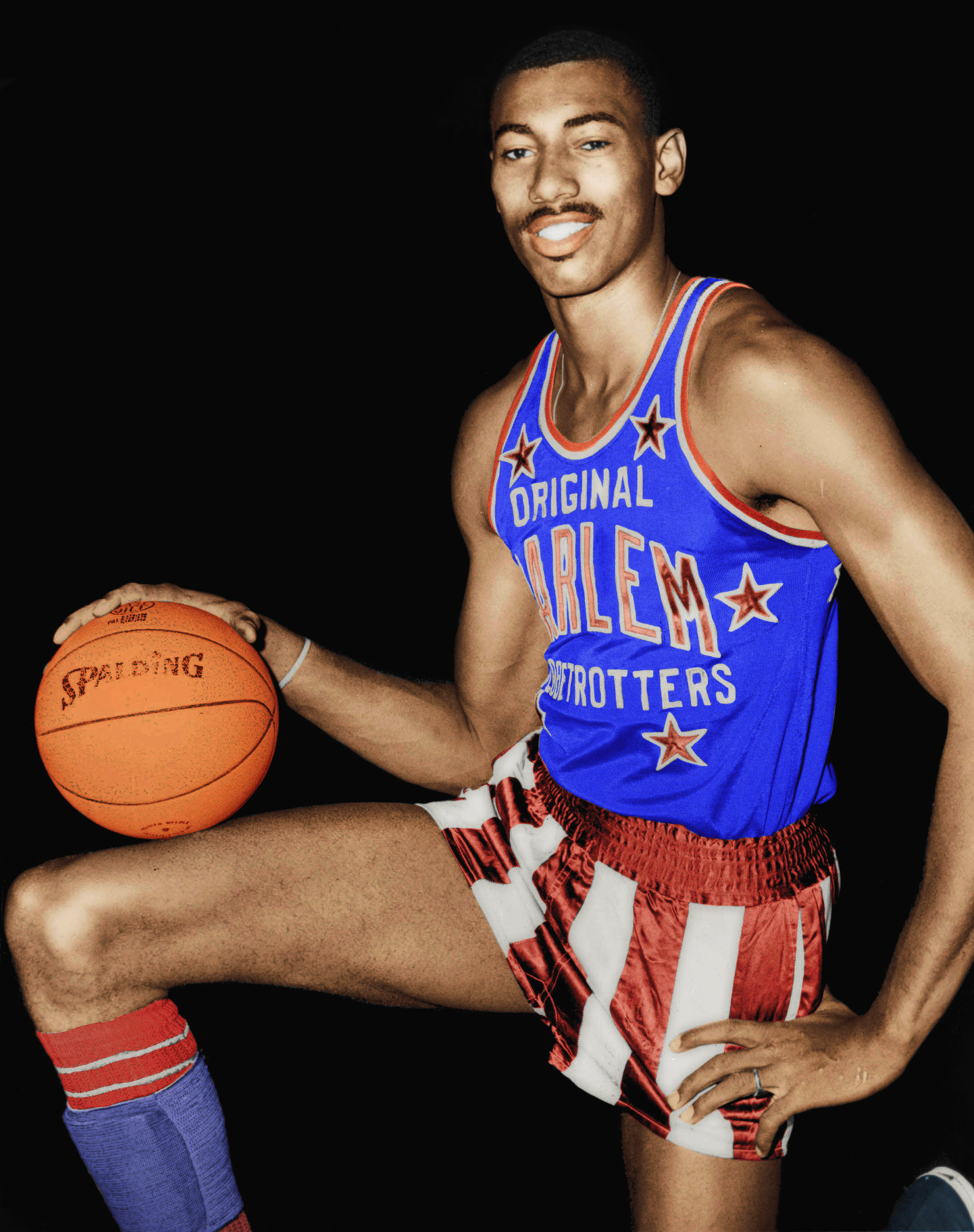
Wilt Chamberlain pierwszy w historii zawodnik Globetrotters, którego numer został zastrzeżony.

a. Pierwszą osobą niebędącą zawodnikiem Globetrotters, której nadano i zastrzeżono numer został Red Klotz, założyciel, właściciel  oraz zawodnik drużyny Washington Generals. Grał z numerem 3 w barwach Generals oraz w drużynach szkoły średniej i college'u w Filadelfii.

## Draft
Od 2007 Globetrotters rozpoczęli swój własny „draft” na kilka dni przed draftem NBA, w którym wybierają zawodników, „pasujących” do zespołu. Zostanie wybranym w tym drafcie nie gwarantuje miejsca w składzie, choć kilku z wybranych dołączyło do Globetrotters: Anthony "Ant" Atkinson (2007), Brent Petway (2007), William "Bull" Bullard (2008), Tay "Firefly" Fisher (2008), Charlie Coley III (2009), Paul "Tiny" Sturgess (2011), Jacob "Hops" Tucker (2011), Darnell "Spider" Wilks (2011), Bryan "B-Nice" Narcisse (2012), Tyrone Davis (2013), Corey "Thunder" Law (2013), Tyler "Iceman" Inman (2014) Devan "Beast" Douglas (2016) i AJ "Money" Merriweather.
Inne wybory draftu Globetrotters: Sun Mingming (2007), Patrick Ewing, Jr. (2008), Sonny Weems (2008), Taylor Griffin (2009), Tim Howard (2009), Mark Titus (2010), Lionel Messi (2011), Andrew Goudelock (2011), Usain Bolt (2012), Mariano Rivera (2013), Brittney Griner (2013), Johnny Manziel (2014), Landon Donovan (2014), Mo'ne Davis (2015), Dude Perfect (2015), Neymar (2016), Missy Franklin (2016), Jordan Spieth (2016), Craig Sager (2016), Gal Gadot (2017), Aaron Judge (2017), Tim Tebow (2017) Paul Pogba (2018) i Joseph Kilgore (2018).

## Trasa w Polsce
W październiku 2010 Harlem Globetrotters odwiedzili Polskę. Zagrali sześć meczów w różnych miastach. Mecze rozegrano:
- w Warszawie 19 października (Hala Torwar)
- w Łodzi 20 października (Atlas Arena)
- w Poznaniu 21 października (Hala widowiskowo-sportowa Arena)
- we Wrocławiu 22 października (Hala „Orbita”)
- w Gdańsku/Sopocie 23 października (Ergo Arena)
- we Włocławku 24 października (Hala Mistrzów)